# PDFsam
PDFsam Basic o PDF Split and Merge és una aplicació de codi lliure multi-plataforma per partir, fusionar, pàgines extreure fulls, rotar i mesclar document PDF.

## El sistema de distribució
PDFsam Basic és una aplicació de descàrrega gratuïta des del lloc web del projecte, on hi podeu trobar tant el codi font com l'aplicació compilada. És disponible en diferents paquets: .deb (Debian GNU/Linux), .dmg (Mac OS X) i .msi (per Windows de 32 i 64 bits).

## Funcionalitats
- Fusiona arxius PDF escollint documents sencers o subseccions dels mateixos. Proveeix un nombre de configuracions per permetre l'usuari decidir què fer en el cas que els arxius PDF originals continguin formularis o marcadors, i pot generar un sumari, normalitzar la mida dels fulls i afegir fulls en blanc.
- Parteix arxius PDF de diferentes maneres:
  - Després de cada full (parells o senars també)
  - Després d'un conjunt donat de números de full
  - Cada n fulls
  - Segons el punt de llibre
  - Per mida, on els arxius generals tindran aproximadament la mida especificada
- Rota Arxius PDF on múltiples arxius es poden rotar, cada full o un nombre escollit de fulls
- Extreu fulls de múltiples arxius PDF
- Barreja arxius PDF prenent fulls alternatius
- Desa i restaura a l'espai de treball

## Arquitectura
PDFsam Basic és escrit en Java i JavaFX.